# Циркус (филм)
Циркус (енгл. The Circus) је неми филм Чарлија Чаплина из 1928. године. Чаплин је био редитељ, сценариста, продуцент и композитор, а нашао се и у главној улози, тумачећи свој чувени лик Скитнице. Радња филма се одвија у циркусу и његовој ближој околини. Игром случаја, Скитница постаје главна атракција програма због своје трапавости и „дара” упадања у невоље. Временом се заљубљује се у младу циркуску јахачицу, али за њену наклоност мора да се бори са маркантним ходачем по жици.
Продукција филма је било једно од најтежих искустава у Чаплиновој каријери. Не само да је у то време имао тешке приватне проблеме (смрт мајке и развод), већ је и снимање морало више пута да буде одложено или поновљено због различитих несрећних случајева (пожара на сету, крађе сценографије и сл.). Главне улоге су, осим Чаплина, тумачили Ал Ернест Гарсија, Мерна Кенеди и Хари Крокер. Филм је на првој додели Оскара 1929. био номинован у три категорије (за најбољу режију, најбољег глумца и најбољу оригиналну причу), али је Академија уручила Чаплину специјалну награду за филмско постигнуће.

## Радња
Мерна (Мерна Кенеди) је млада и лепа циркуска јахачица. Њен очух (Ал Ернест Гарсија), директор циркуса, редовно је малтретира кад не пружи добру тачку. Једном таквом приликом је удара и шаље у кревет без вечере.
Истог дана, на вашар око циркуса стиже Скитница (Чарли Чаплин), у нади да ће успети да се „огребе” за нешто хране. На вашару је велика гужва, а један џепарош користи прилику и краде новчаник старијем господину. Како га је овај приметио, џепарош кришом ставља новчаник Скитници у џеп, не би ли се ослободио кривице. Полицајац креће да јури Скитницу и њих двојица, након низа перипетија, доспевају под циркуску шатру, усред представе. Гледаоци се видно досађују тренутном изведбом кловнова, али почињу да се смеју и навијају кад утрче полицајац и Скитница, мислећи да је то део представе. Скитница успева да побегне, али не пре него што је одушевио гледаоце. Директор циркуса схвата да је Скитница једина особа која може да му доведе публику и одлучује да га потражи.
Следећег јутра Скитница прави себи скромни доручак испред циркуса. Мерна, која је провела цео претходни дан без оброка, долази до њега и моли га за нешто хране. Скитница, такође изгладнео, преко воље јој даје половину оброка, али се и брзо заљубљује у њу. Ту их затиче директор циркуса који одмах нуди Скитници посао. Он прихвата да дође на аудицију за улогу забављача. Међутим, том приликом мизерно пролази, јер он једино може да буде смешан ненамерно. Чак успева да директора попрска пеном за бријање, коју кловнови користе у једној тачки. Разбеснели директор тера Скирницу из циркуса.
Убрзо физички радници у циркусу дају отказ због ненамирених плата. Њихов шеф је очајан, јер више нема никога да му обавља послове. Он прилази првом човеку кога види у близини и нуди му посао. То је, наравно, Скитница, који пристаје. Међутим, док је помагао да се изнесу реквизити на бину, поново је све упрскао на комичан начин. Одушевљење гледалаца, који су и даље убеђени да је Скитница део програма, је силно. Директор, који је видео целу ствар, схвата да Скитница може да буде смешан једино кад то не намерава. Зато му дозвољава да остане као физички радник, кријући од њега да је главна сензација циркуса.
Скитница наставља не знајући да привлачи публику својим смешним испадима током обављања послова. Једног поподнева случајно завршава закључан у кавезу са лавом, одакле га спасава Мерна. Она му открива која је његова стварна улога у успеху циркуса. Скитница зато тражи већу плату од директора, који му је невољно даје, и захтева боље опхођење према Мерни у замену за свој останак у циркусу.
Након неког времена у циркус стиже нова атракција, Рекс (Хари Крокер), ходач по жици. Између Мерне и њега се рађа љубав, што баца Скитницу у очајање. То се одражава и на његове наступе, који постају све мање смешни. Директор почиње да губи стрпљење и прети Скитници отказом. Једне вечери Рекс не долази на свој наступ и Скитница, у намери да импресионира Мерну, пристаје да га замени. Он се кришом договара са једним радником у циркусу да му закачи жицу на леђа и тако га онемогући да падне. Уз помоћ радника Скитница почиње да изводи невероватне вратоломије у ваздуху, све док се жица не откачи и не нападну га одбегли мајмуни. Ипак, Скитница успева да преживи свој наступ. Након тога види директора како малтретира Мерну и напада га. Директор га потом отпушта и избацује из циркуса.
Након што је најурен, Скитница борави у околини циркуса, а једне ноћи му се придружује и Мерна која је побегла од очуха. Желећи да јој обезбеди срећну будућност, Скитница проналази Рекса и убеђује га да се ожени њоме. Након венчања, они се враћају у циркус који се спрема да отпутује. Рекс се суочава са директором и забрањује му да му малтретира жену. Директор им дозвољава да остану у циркусу, а Мерна позива Скитницу да пође с њима. Скитница јој обећава да ће се укрцати на последњи вагон, али само погледом испраћа циркус који одлази, а затим и сам напушта празно поље.

## Улоге
| Глумац            | Улога                    |
| ----------------- | ------------------------ |
| Чарли Чаплин      | Скитница                 |
| Ал Ернест Гарсија | директор циркуса         |
| Мерна Кенеди      | Мерна, циркуска јахачица |
| Хари Крокер       | Рекс, ходач по жици      |
| Џорџ Дејвис       | мађионичар               |
| Хенри Бергман     | стари кловн              |
| Стенли Стенфорд   | реквизитер               |
| Џон Ренд          | асистент реквизитера     |
| Стив Марфи        | џепарош                  |